# Patrick (Familienname)
Patrick ist ein von dem gleichlautenden männlichen Vornamen Patrick abgeleiteter englischer Familienname.

## Namensträger
- Adrian Patrick (* 1973), britischer Leichtathlet
- Alan Patrick (* 1991), brasilianischer Fußballspieler
- Anna Patrick (* um 1910; †), kanadische Badmintonspielerin
- Barbara Patrick (* 1961), US-amerikanische Schauspielerin
- Brian Patrick, US-amerikanischer Journalist und Moderator
- Burton D. Patrick (* 1935), US-amerikanischer Generalleutnant
- Butch Patrick (* 1953), US-amerikanischer Schauspieler
- Craig Patrick (* 1946), US-amerikanischer Eishockeyspieler und -trainer
- Dan Patrick (Politiker) (* 1950), US-amerikanischer Politiker
- Dan Patrick (Schauspieler) (* 1956), US-amerikanischer Schauspieler und Sportkommentator
- Danica Patrick (* 1982), US-amerikanische Rennfahrerin
- David Patrick (* 1960), US-amerikanischer Leichtathlet
- David M. Patrick (* 1947), englischer Organist
- Dennis Patrick (1918–2002), US-amerikanischer Schauspieler
- Deval Patrick (* 1956), US-amerikanischer Gouverneur
- Dorothy Patrick (1921–1987), US-amerikanische Schauspielerin und ein Model
- Edwin D. Patrick (1894–1945), US-amerikanischer Generalmajor
- Elizabeth Patrick (* 1985), australische Ruderin
- Frank Patrick (1885–1960), kanadischer Eishockeyspieler, -trainer, -funktionär und -schiedsrichter
- Fraser Patrick (* 1985), schottischer Snookerspieler
- Fred Patrick (1965–1989), surinamisch-niederländischer Fußballspieler
- Gail Patrick (1911–1980), US-amerikanische Schauspielerin
- Jacob Patrick (* 2003), deutscher Basketballspieler
- Jaele Patrick (* 1988), australische Wasserspringerin
- James Patrick (* 1963), kanadischer Eishockeyspieler und -trainer
- Jody Patrick (* 1978), kanadische Badmintonspielerin
- Johannes Patrick (* 2001), deutscher Basketballspieler
- John Patrick (Fußballspieler) (1870–1945), schottischer Fußballspieler
- John Patrick (Rugbyspieler) (1898–1959), US-amerikanischer Rugbyspieler
- John Patrick (Autor) (1905–1995), US-amerikanischer Dramatiker
- John Patrick (Basketballtrainer) (* 1968), US-amerikanischer Basketballtrainer
- Kelly Patrick (* 1974), kanadischer Squashspieler
- Lawrence Patrick (1920–2006), US-amerikanischer Ingenieur, Professor für Maschinenbau
- Lee Patrick (1901–1982), US-amerikanische Schauspielerin
- Leonard A. Patrick (* um 1959), pensionierter Generalmajor der US Air Force
- Lester Patrick (1883–1960), kanadischer Eishockeyspieler, -trainer und -funktionär
- Luther Patrick (1894–1957), US-amerikanischer Rechtsanwalt und Politiker
- Lynn Patrick (1912–1980), kanadischer Eishockeyspieler
- Mary Mills Patrick (1850–1940), US-amerikanische Missionarin, Erzieherin und Autorin
- Matthew Patrick (* 1986), US‐amerikanischer Webvideoproduzent, siehe MatPat
- Neil Kennedy-Cochran-Patrick (1926–1994), britischer Segler
- Nicholas Patrick (* 1964), US-amerikanischer Astronaut
- Nigel Patrick (1913–1981), britischer Schauspieler
- Nolan Patrick (* 1998), kanadischer Eishockeyspieler
- Pat Patrick (1929–1991), US-amerikanischer Jazzmusiker
- Richard Patrick (* 1968), US-amerikanischer Sänger und Gitarrist
- Robert Patrick (Dramatiker) (1937–2023), US-amerikanischer Dramatiker
- Robert Patrick (* 1958), US-amerikanischer Schauspieler
- Ruth Patrick (1907–2013), US-amerikanische Botanikerin und Limnologin
- Sandra Farmer-Patrick (* 1962), US-amerikanische Hürdenläuferin jamaikanischer Herkunft
- Scooter Patrick (1932–2016), US-amerikanischer Autorennfahrer
- Stephen Patrick (1932–2014), kanadischer Footballspieler und Politiker
- Steve Patrick (* 1961), kanadischer Eishockeyspieler
- Symphony Patrick (* 2007), Leichtathletin aus Trinidad und Tobago
- Tera Patrick (* 1976), US-amerikanisches Fotomodell und Pornodarstellerin
- Thomas Alfred Patrick (1864–1943), kanadischer Arzt und Politiker
- Tim Patrick (* 1993), US-amerikanischer American-Football-Spieler
- William Patrick (Geistlicher) (1791–1872), schottischer Geistlicher und Naturforscher
- William C. Patrick III (1926–2010), US-amerikanischer Biowaffenexperte
- William Donald Patrick (1889–1967), britischer Richter am Internationalen Militärgerichtshof für den Fernen Osten